# 独立圭亚那共和国
独立圭亚那共和国（法語：République de la Guyane indépendante），又称库纳尼共和国（République de Counani），得名于其首都库纳尼，是南美洲的一个短暂存在且未受国际普遍承认的国家。

## 历史
法属圭亚那和巴西帝国的边界并不清晰。谈判尝试以失败告终，1862年，双方决定将亚马孙河与奥亚波克河之间的区域划为中立地带。曾于1883年访问过该地区的一位法国人于1885年返回，并会见了库纳尼和卡塞文尼（今名卡尔索恩）的村庄首领，他们当时对巴西人持敌意态度。他在1886年7月23日签署了一项条约，在这片争议领土上建立了库纳尼国。
库纳尼成立了一个政府，由一位总统领导，另有一名国务部长和一名军需官。他们开始招募定居者，据报道，共收到超过三千份申请。法国和巴西对此都表示不满，并于1887年9月11日发表联合声明，表示不承认库纳尼共和国。后来，总统被其官员罢黜，他于1891年去世，标志着这个短命共和国的终结。
1894年，人们在卡尔索恩河发现了黄金，一位将军遂宣布建立另一个在巴西保护下的自治国家。1895年5月，他逮捕了倒向法国一方的卡尔索恩村村长。法属圭亚那总督随即派兵前往马帕（今阿马帕州首府），迫使其撤退。此次战斗中有6名法国人和30名巴西士兵及平民阵亡，另有60名法国人受伤。1897年，法国和巴西请求瑞士调解，最终大部分前库纳尼国的领土被划归巴西，成为今阿马帕州的一部分。

## 库纳尼自由国（1901年—1904年）
1901年，一位法国人宣布自己为库纳尼自由国总统。根据当时报纸的报道，他于1901年经民主选举产生。
这个“特殊”的国家拥有自己的宪法、国旗并发行过一些邮票。虽然未被巴西或法国承认，但在这位总统曾参与南非布尔战争的背景下，南非的布尔共和国曾与其建立外交关系。1904年，日本和俄罗斯向他提出借船请求，但他并无船只可供，结果暴露了他的虚实，被法国和巴西识破。尽管如此，他仍声称自己是总统直至1911年，最终被流放到伦敦。1913年，他宣称得到了英国海军的支持，计划重新夺回库纳尼。